# Château du Rouret
Le château du Rouret  est un château édifié au XVIIe siècle et modifié au XIXe siècle.

## Situation
Il est situé chemin le Vieux-Rouret ou chemin des Ribes, au Rouret, dans les Alpes-Maritimes.

## Historique
Après la reprise du territoire par Guillaume le Libérateur sur les Maures, en 973, il distribue des terres à ses compagnons. Un homme de l'entourage des princes d'Antibes, seigneurs de Grasse, Rainouard, construisit un premier château au Rouret, vers 1038. C'est le premier seigneur connu de ce fief.
Le comte de Provence entrepris de reprendre le contrôle de la Provence orientale vers 1230. Le château du Rouret est assiégé par un capitaine du comte de Provence et détruit. Un nouveau château est construit sur le site actuel. La population est regroupée autour, mais en 1400 le site est inhabité. La seigneurie est restée un fief de la maison de Grasse.
Le château actuel, de style provençal est construit dans le dernier tiers du XVIIe siècle, après 1671. Le 3 mars 1672, la veuve de Charles de Geoffroy fait hommage au roi pour son fils de la terre du Rouret qu'elle a achetée à Alexandre de Julianis. Son fils, Charles II de Geoffroy est qualifé seigneur du Rouret.
Un descendant, Joseph-Louis de Geoffroy du Rouret, né à Grasse le 29 avril 1748 et mort dans la même ville le 15 mai 1816. Entré dans la marine royale, il a fait partie de l'escadre de l'amiral d'Estaing dans la guerre d'indépendance américaine, en 1782. Il a été contre-amiral. Il émigra en 1792. Le château a été saisi comme bien d'émigré et vendu le 15 fructidor an IV à Trophime Roux et Jean-Joseph Roux. Le château est transformé en huilerie.
La propriété est ensuite vendue à Antoine Roubaud. Sa veuve céda le château à Pierre Gabriel Agard le 29 mars 1853.
Le tiers occidental du château est reconstruit au XIXe siècle.
Après 1918, un descendant de la famille Agard proposa de vendre le château à M. du Rouret, mais il a finalement été vendu le 29 juillet 1926 à madame Anne Riquet de Caraman-Chimay (1901-1977), épouse du prince Charles-Casimir Poniatowski. Michel Poniatowski, ancien ministre d'État a habité le château du Rouret. 
Les couvrements voûtés ont été inscrits au titre des monuments historiques par arrêté du 12 juin 1992, les façades, les toitures, l'escalier avec sa cage et son décor, la cheminée en gypserie au rez-de-chaussée, la voûte peinte du rez-de-chaussée, le plafond peint du premier étage ont été classés au titre des monuments historiques le 22 novembre 1994.